# Jellina Zverevová
Jellina Zverevová (bělorusky Эліна Аляксандраўна Зверава, rusky Эллина Александровна Зверева) (* 16. prosince 1960 Dolgoprudnyj) je bývalá sovětská a později běloruská atletka, jejíž specializací byl hod diskem.
Sportovních úspěchů dosáhla až ve zralém věku. Ve čtyřiceti letech se stala v Sydney v roce 2000 olympijskou vítězkou v hodu diskem. Dvakrát zvítězila na mistrovství světa v hodu diskem – v roce 1995 a 2001 – tehdy se světovou šampionkou stala až po následné diskvalifikaci původní vítězky Rusky Sadovové. V roce 1997 vybojovala stříbrnou medaili. Na počátku devadesátých let byla diskvalifikována pro použití dopingu. Její osobní rekord v hodu diskem je 71,58 m z roku 1988.